# Волошина Ірина Володимирівна
Ірина Володимирівна Волошина (нар. 29 листопада 1979) — українська акторка.

## Життєпис
Закінчила Харківський ліцей мистецтв № 133.
Вищу освіту здобула у Харківському державному університеті мистецтв ім. І. Котляревського за спеціальністю «акторка драматичного театру і кіно» (1996—2000).
Працювала та працює
- 2000—2003 — Театр для дітей та юнацтва (Харків)
- 2000—2003 — театр-лабораторія «P.S.» (Харків)
- 2003-2008 — Харківський академічний драматичний театр ім. Т. Г. Шевченко «Березіль»
- театр «Арабески» (Харків)
- театр «Сузір‘я» (Київ)

Співпрацює з Харківським академічним драматичним театром ім. Шевченка, Театром «Арабески» і Києво-Могилянським театральним центром «Пасіка».
Брала участь у таких проектах
- 2004—2005 — «Медея в місті» (режисер Андрій Жолдак, театр Фольксбюне, Берлін[de]
- 2006—2009 — «Кабаре Нуво Елен Броше» (Україна)
- 2010 — «Червоний Елвіс», театр «Арабески»
- 2010—2011 — Театр-проект «Трюча» (режисер Олена Шумейко-Роман)
- 2011 — спільний проект театра «Арабески» и «Studio Teatralne KOŁO» (Варшава). Вистави Станіслава Ігнаци Віткевіча «Зелена пігулка» «Вар‘ят і монашка»
- 2012 та зараз — проект «Арабески» та «Scena Prapremier InVitro»(Люблин) вистава «Aporia» та «Декалог. Локальна світова війна»
- З виставами Андрія Жолдака брала участь у багатьох Міжнародних фестивалях, де наша трупа брала вагомі нагороди: Міжнародний театральний фестиваль Сібіу (Румунія); фестиваль «північне сонце» Гронінген (Нідерланди);Фестиваль «Фідена» Бохум (Німеччина); міжнародный фестиваль «Baltic house» Санкт-Петербург (Росія) Де театр взяв головний приз «ЮНЕСКО»(режисер Андрій Жолдак) 2004г.

Гастролі театру в місті Мадрид (Іспанія);
«фестиваль українського театру» Варшава (Польща)2003;2007рр; Берлінський театральний фестиваль Берлін (Німеччина)2005 р.
Брала участь у театральному марафоні Кліма в Харкові 2006 р.
- Викладання:
- 2008—2010 викладала акторську майстерність в Харківському ліцеї мистецтв.
- Школа танців «S-драйв» (Київ).
- Студия театру імпровізації «Черный квадрат»(Київ)
- Дитяча театральна студія «Черный квадратик» (Київ).
- «Ukrainian Film School» при Кіностудії «Film.UA» (Київ).
- З 2019 року керівник Студії акторської майстерності при театрі «QUADRATE» (Київ, КДБХТТ).

## Фільмографія
- 2015 — «Чорна квітка», режисер Роман Барабаш (медсестра)
- 2015 — «Центральна лікарня» (серія 39 роль Тосі)
- 2014 — «Останній яничар» (роль монашки)
- 2014 — «Лаборатория любви» (серия «укрощение строптивой» Ирочка)
- 2014 — «Voices of Chernobyl» (роль жінки номер 1)
- 2014 — «Гречанка»
- 2013 — «Поцунок»
- 2013 — «Метелики» — мешканка Прип'яті
- 2012 — «Єфросиня»
- 2011 — «Повернення Мухтара 2» (сезон 7 серія 24, роль журналістки)
- 2010 — «По закону» (серія «Відьма» роль Відьми)
- 2004  «Місце під сонцем» — епізод